# Socialhjälpslagen
Socialhjälpslagen eller lag (1956:2) om socialhjälp var en svensk lag, som då den infördes den 1 januari 1957 ersatte och innebar det definitiva slutet för gamla tiders fattigvård. Den ersattes 1979 av Socialtjänstlagen, som trädde i kraft 1982.
Lagen var ursprungligen främst riktad till personer som inte kunde försörja sig på grund av exempelvis sjukdom, ålderdom eller barndom. För fullt friska personer var arbetslöshet enligt lagen inte en rätt till socialbidrag, men i praktiken kunde ofta även bidragssökande arbetslösa få socialhjälp, framför allt i kristider. Dock skrevs arbetslösas rätt till socialbidrag inte in i lagen förrän den kommande Socialtjänstlagen trädde i kraft 1982.
Genom ett tillägg den 1 juli 1964 förbjöds de sista resterna av äldre tiders arbetshem och tvångsarbete i såväl Socialhjälpslagen som Barnavårdslagen. och arbetshemmen avskaffades genom beslut av Sveriges riksdag 1964. Åtgärder som arbetshem och tvångsarbete ansågs strida mot Europakonventionen om skydd för de mänskliga rättigheterna och de grundläggande friheterna.

### Fotnoter
1. ↑  Matz Dahlberg, Karin Edmark, Jörgen Hansen, Eva Mörk (20 mars 2009). ”Fattigdom i folkhemmet”. Institutet för arbetsmarknadspolitisk utvärdering. sid. 9. https://www.ifau.se/globalassets/pdf/se/2009/r09-04.pdf. Läst 21 juli 2019.
2. ↑  ”Regeringens proposition 1979/80:1 om socialtjänsten”. Sveriges riksdag. 28 juni 1979. http://data.riksdagen.se/dokument/G3031/html. Läst 21 juli 2011.
3. ↑  Tapio Salonen (Mars 2000). ”Socialbidrag i forskning och praktik”. Centrum för utvärdering av socialt arbete. sid. 50. Arkiverad från originalet den 12 september 2016. https://web.archive.org/web/20160912011105/http://skillnaden.se/artiklar/Forskning%20och%20praktik%20om%20socialbidrag.pdf. Läst 29 juli 2019.
4. ↑  ”Statligt personskadeskydd”. Lagen. 1 september 1976. https://lagen.nu/sou/1976:50. Läst 21 juli 2019.
5. ↑  Beata Losman. ”Fattigvård och socialtjänst”. Förvaltningshistorik. Arkiverad från originalet den 7 juli 2019. https://web.archive.org/web/20190707233440/http://xml.ra.se/Forvaltningshistorik/20_Fattig_Socialtjanst.htm. Läst 21 juli 2019.
6. ↑  ”Nya mänskliga rättigheter”. Svensk Juristtidning. 26 februari 1968. https://svjt.se/svjt/1968/533. Läst 21 juli 2011.